# (2312) Duboshin
(2312) Duboshin es un asteroide que forma parte del cinturón exterior de asteroides y fue descubierto el 1 de abril de 1976 por Nikolái Stepánovich Chernyj desde el Observatorio Astrofísico de Crimea, en Naúchni.

## Designación y nombre
Duboshin recibió inicialmente la designación de 1976 GU2.
Más adelante se nombró en honor del astrónomo ruso Gueorgui Duboshín (1904-1986).

## Características orbitales
Duboshin está situado a una distancia media del Sol de 3,978 ua, pudiendo alejarse hasta 4,587 ua y acercarse hasta 3,368 ua. Su excentricidad es 0,1534 y la inclinación orbital 5,156 grados. Emplea en completar una órbita alrededor del Sol 2897 días.
Duboshin pertenece al grupo asteroidal de Hilda.

## Características físicas
La magnitud absoluta de Duboshin es 10,18. Tiene 54,94 km de diámetro y se estima su albedo en 0,0496. Duboshin está asignado al tipo espectral D de la clasificación Tholen.